# Сімабарське повстання
Сімабарське повстання (яп. 島原の乱, しまばらのらん, «сімабарська смута»; 17 грудня 1637 — 15 квітня 1638) — повстання селян і дрібних самураїв, переважно християн, проти місцевої влади і сьоґунату Токуґава на півдні півострова Сімабара і островах Амакуса, у регіоні Кюсю, в Японії. Завершилося розгромом повстанців, посиленням релігійного гніту та оформленням політичної ізоляції Японії.

## Причини
В історіографії називаються різні причини, які викликали селянські заворушення у Сімабарі й Амакусі. Науковці 17 — 19 століття, а також кінця 20 — початку 21 століття пов'язували спалах повстання з репресіями центрального і місцевого урядів проти сімабарської християнської общини. На противагу їм більшість істориків початку — середини 20 століття твердили, що Сімабарське повстання вибухнуло не через переслідування християн, а через надмірні побори місцевої влади з селянства і жорстокі катування неплатників податків.
Історично Сімабара була одним з центрів католицького християнства у Японії починаючи з середини 16 століття. У 1587 році, після указу Тойотомі Хідейосі про вигнання з країни єзуїтських місіонерів, деякі християнські священики таємно переховувалися у цій місцевості і сприяли зростанню християнської общини. До початку масових гонінь на християнство, у Сімабарі діяли єзуїтський монастир, семінарія і дім священиків, а чисельність християн становила 70 тисяч осіб. Вони знаходилися під патронатом місцевого володаря-християнина Аріми Харунобу. Подібна ситуація мала місце на сусідніх островах Амакуса, де християни користувалися опікою самурайського роду Амакуса.
У 1596 році японський центральний уряд розпочав масові репресії проти християн, які тривали до початку 1630-х років. Особливо жорстокого характеру вони набули після встановлення сьоґунату Токуґава і приходу до влади сьоґуна Токуґави Ієміцу, який взяв курс на ізоляцію Японії від Заходу. Репресіями у Сімабарі й Амакусі верховодили ставленики центрального уряду Мацукура Сіґемаса, новопризначений володар Сімабара-хану, і Терадзава Кататака, новопризначений володар Карацу-хану. На 1633 рік, завдяки тортурам і показовим стратам, вони добилися формального зречення християнства більшістю населення своїх земель.
Антихристиянські заходи влади у Сімабарі й Амакусі збіглися з чередою руйнівних тайфунів і голодом 1633–1637 років, який був викликаний низкою посух. Попри це місцева влада не знижувала податки з селян і вдавалася до насильницької реквізиції продовольства. У 1636 році сьоґунат зобов'язав Мацукуру і Терадзаву брати участь у ремонтних роботах у сьоґунській резиденції в Едо, що покладало ще більший тягар на селян Сімабари й Амакуси. Таким чином в умовах релігійного і економічного гніту склалися передумови для соціального вибуху.

## Перебіг

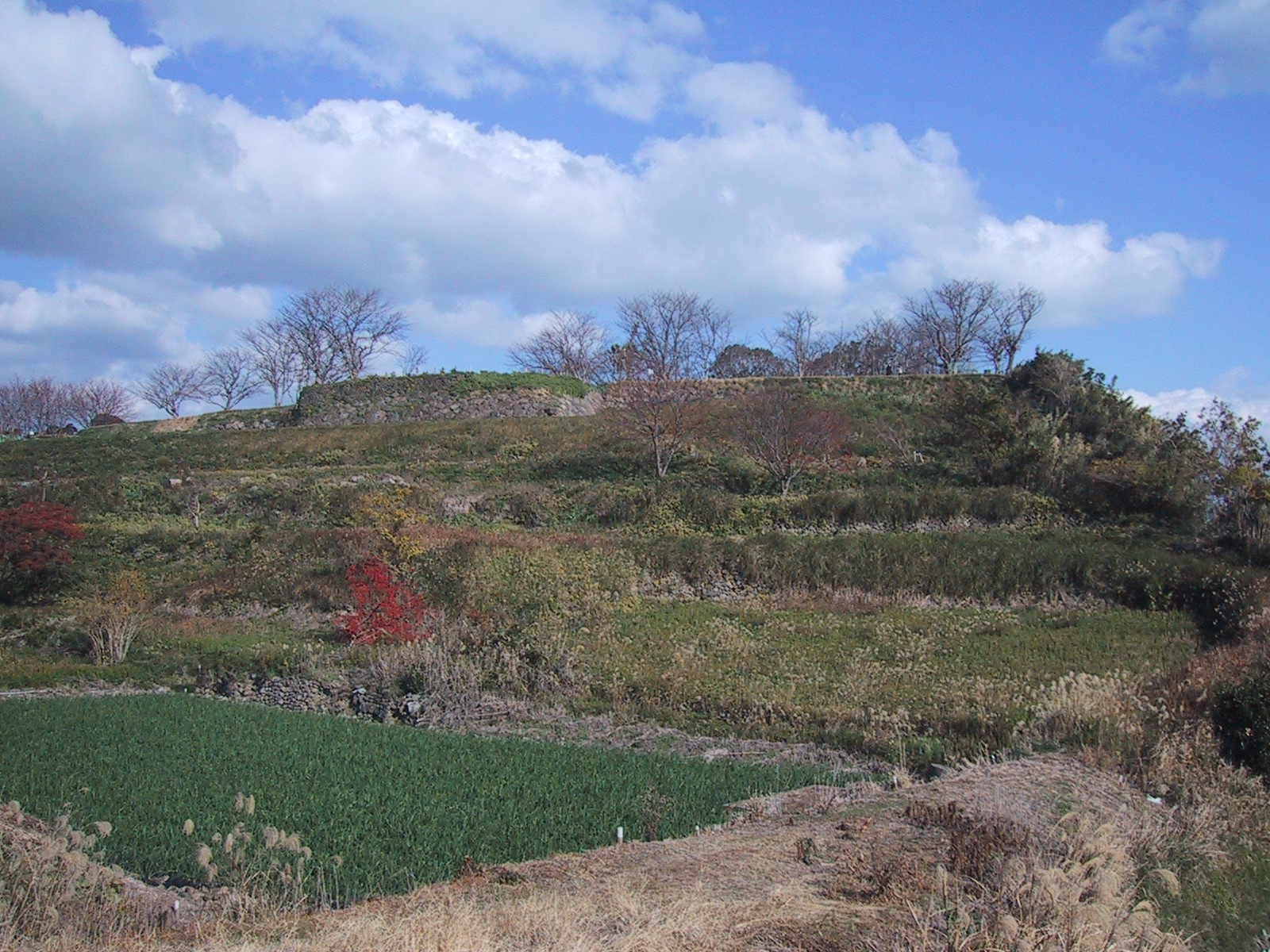
Руїни замку Хара.

Штурм повстанців у замку Хара. Гори тіл християн скидані у ямах.

Повстання спалахнуло 11 грудня 1637 року на півдні Сімабара-хану провінції Хідзен. Його початком стало вбивство сімабарськими селянами намісника Хаясі Хейдзаемона, який глумився над образами Ісуса Христа і Діви Марії. Адміністрація хану відправила самурайський загін для покарання непокірних, однак він був розбитий. У відповідь селяни південних районів Сімабари об'єдналися, напали на призамкове містечко Сімабара і спалили його дощенту. Аби збільшити своє військо адміністрація хану роздала зброю селянам північних районів, які не приєдналися до бунту, але ті, озброївшись, перейшли на бік повсталих. Заворушення у Сімабарі спричнили ланцюгову реакцію у місцевостях Амакуса і Ояно, а також районі бухти Коцу провінції Хіґо.
Основу повстанців склали селяни, вихідці з південних районів Сімабари, які потайки зберігали вірність християнству незважаючи на формальне зречення від нього перед чиновниками. До цих селян приєдналися мешканці навколишніх сіл, а також безземельні самураї-роніни похилого віку, що продовжували сповідувати християнство. Загальне керівництво повсталими здійснював харизматичний самурай Амакуса Токісада, а безпосередньою організацією і проведенням військових дій керував його батько, Масуда Дзінбей. Сили повсталих були сформовані на зразок самурайського війська і поділялися на загони по селах, якими командували сільські голови.
Амакуса Токісада очікував, що каральні війська сьоґунату невдовзі прибудуть до Сімабари, а тому заклав свою резиденцію у покинутому замку Хара, який відремонтував і перетворив на міцну цитадель. Повсталі грабували ханські комори зі збіжжям і запасалися для майбутньої облоги. Початково Амакуса планував вести свої війська до Наґасакі, але зустрів опір сил Карацу-хану. Він також отримав звістку про наближення каральних урядових військ і тому залишився у цитаделі. У ній зібралося 37 тисяч чоловіків і жінок різного віку, боєздатними з яких було лише 13 тисяч осіб.
Наприкінці січня 1638 року війська сьоґунату, якими керував Ітакура Сіґамаса оточили замок Хара. З ними також були армії володарів острова Кюсю. Разом урядові сили становили 125 000 вояків. Вони двічі штурмували цитадель повстанців, але безуспішно: вона була добре укріплена, знаходилася у неприступному на високому мисі і омивалася морем з тилу. Ітакура вирішив взяти противника змором, але на початку лютого надійшов урядовий наказ негайно ліквідувати бунтівників. 14 лютого 1638 року було проведено перший загальний штурм, під час якого загинув сам головнокомандувач військ сьоґунату. Замість нього уряд призначив Мацудайру Нобуцуну, який всупереч нетерпеливим вимогам сьоґуна обрав тактику облоги свого попередника. В ході облоги новопризначений головнокомандувач залучив до участі в операції військову ескадру протестантської Голландії, яка обстрілювала укріплення повстанців з моря.
Наприкінці березня 1638 року шпигуни повідомили Мацудайрі, що запаси провізії у замку Хара вичерпалися, тому він вирішив провести другий загальний штурм. 11 квітня 1638 року війська сьоґунату і володарів Кюсю, за підтримки голландців з моря, атакували укріплення повстанців з усіх сторін. Вони здобули їх на наступний день і поголовно винищили усіх захисників, не зважаючи на вік і стать. Живим залишили лише Ямаду Емосаку, який під час облоги таємно поставляв відомості урядовим силам про стан обложених.
За різними підрахунками з боку повстанців загинуло 37 тисяч осіб, як військових так і цивільних, а з боку урядових сил — 1900 вояків знатного походження. 11 тисяч військових армії сьоґунату і володарів Кюсю зазнали поранень.

## Наслідки
Після придушення Сімабарського повстання сьоґунат посадив у замку Хара свого тимчасового каштеляна Корікі Тадафусу і провів покарання винних на високому рівні: Ітакура Кацуїе, син Ітакури Сіґемаси і володар Сімабара-хану, був страчений на горло, а Терадзава Кататака, володар Карацу-хану був позбавлений своїх земель і самурайського звання. Японський уряд посилив репресії проти християн, наказавши регіональним володарям даймьо і хатамото більш пристрасно виявляти християн у своїх володіннях, і остаточно взяв курс на розрив дипломатичних і культурних стосунків з країнами Європи і Америки. Японія вступила в добу «ізоляції», а західнояпонські християнські общини були змушені перейти у підпілля.